# 21 hores a Munic
21 hores a Múnic (títol original: 21 Hours at Munich) és un telefilm americà dirigit per William A. Graham difós el 1976 als Estats Units, a continuació estrenada en les sales de cinema de Suècia, Finlàndia, Àustria, i l'ex-Alemanya de l'Oest entre 1976 i 1978. El telefilm segueix els esdeveniments relatius a la presa d'ostages d'atletes israelians per un grup de palestins en els Jocs Olímpics d'Estiu de 1972 a Múnic.Ha estat doblada al català.

## Argument
En plena nit, el 5 de setembre de 1972 quan els jocs olímpics estan en el seu apogeu, un grup de vuit palestins s'introdueix en un edifici de la vila olímpica que acull els atletes de la delegació israeliana. Segresten un grup d'israelians i abaten dos fugitius al principi. A continuació mor el seu entranador. Queden llavors vuit homes a mans dels palestins. Aquests últims volen l'alliberament dels seus germans retinguts en les presons israelianes a canvi dels seus ostatges. Però les negociacions van molt a poc a poc i no acaben en res.

## Repartiment
- William Holden: Manfred Schreiber
- Shirley Knight: Anneliese
- Franco Nero: Issa
- Anthony Quayle: Zamir
- Richard Basehart: Willy Brandt
- Noel Willman: Merk
- Georg Marischka: Genscher
- Else Quecke: Golda Meir
- Michael Degen: Mohammed Khadif
- Djamchid Soheili: Touny
- Walter Kohut: Feldhaus
- Jan Niklas: ajudant de Schreiber
- Ernest Lenart: Ben Horin